# (12695) Utrecht
(12695) Utrecht (1989 GR3) – planetoida z pasa głównego asteroid okrążająca Słońce w ciągu 4,12 lat w średniej odległości 2,57 j.a. Odkryta 1 kwietnia 1989 roku.